# JR北海道予約サービス
JR北海道予約サービス（ジェイアールほっかいどう よやくサービス）とは、かつて北海道旅客鉄道（JR北海道）が提供していたインターネットでの指定券・乗車券予約サービスである。当項目ではかつて提供されていた電話による予約サービスであるJR北海道電話予約についても解説する。

## 概要
電話、またはインターネットを使用してJR北海道などの列車の予約、乗車券類の購入を行うことができた。パソコンおよびスマートフォンから予約・購入ができるが、スマートフォンからの場合は「北斗星」「カシオペア」の予約や、JR他社にまたがる予約ができないなど制限があった。
決済はクレジットカード（JCB・VISA・Mastercard・American Express・Diners Clubのいずれかのブランド）が必要であった。
クレジットカードで決済済みの乗車券類は、JR北海道の主な駅のみどりの窓口、札幌駅・新千歳空港駅・旭川駅の指定席券売機で受け取ることができた。北海道外の駅での受け取りはできなかった。
JR北海道予約サービスは2017年1月31日をもって新規の予約受付を終了し、代替としてJR東日本の予約サービスである『えきねっと』を2016年12月から拡大している。

## JR北海道電話予約
かつてJR北海道から提供されていたJR全線の指定券の購入、または予約を電話で行うことができるサービスであった。
インターネット予約サービスで予約可能な列車はJR北海道管内の各列車、および北海道内と東日本旅客鉄道（JR東日本）エリアにまたがる特急・急行列車と東北新幹線に限られるのに対し、JR北海道電話予約ではJR全線の列車の予約が可能であった。また、インターネット予約サービスでは一部取り扱いがなかった寝台特急の予約も可能であった。購入済のきっぷに関しては、インターネット予約サービスに準じてJR北海道管内のみどりの窓口または指定席券売機で受け取る必要があった。
購入にはクレジットカードでの決済が必要で、クレジットカードを所有していないなどの理由で決済ができない場合は予約のみの受け付けとなっていた。
予約のみを行う場合は、電話での予約後にJR北海道の主な駅のみどりの窓口で購入することになった。この場合、予約の受付日に応じて購入期限が定められ、予約したきっぷはこの購入期限内に購入しなければならなかった。購入期限を過ぎると予約が自動的に取り消された。クレジットカードで決済したきっぷは乗車日当日まで受取が可能であった。
えきねっとへの予約サービスの移行に伴い、インターネット予約サービスと同じく2017年1月31日をもってサービスを終了した。

## JR北海道予約サービス（インターネット予約サービス）

### 購入できる乗車券類
予約可能な乗車券類は通常の乗車券・指定席特急券・自由席特急券のほかに、一部の「お得なきっぷ」が購入可能であった。なお、当サービスは乗車券と特急券を同時購入することが条件であるため、指定席のみの予約はできないが、指定された切符を所持している場合に限り指定席の予約が可能であった。

### 予約可能な列車
予約可能な列車はJR北海道内の特急列車、快速「エアポート」およびJR東日本エリアにまたがる特急列車（つがる含む）、急行「はまなす」、東北新幹線（「つばさ」「こまち」を除く）のみであった。なお、JR東日本区間の特急・急行列車および新幹線の予約は利用区間が北海道と本州をまたがる場合のみ可能であった。

### ポイントサービス
JR北海道予約サービスでは、会員が予約サービスなどを利用して乗車券類などを購入することでポイントが加算されるJR北海道トレインポイントサービス「トレポ」と称するポイントサービスがあった。
加算ポイントはJR北海道内完結の列車を利用する場合、100円につき1ポイント、JR他社にまたがる利用の場合、200円につき1ポイント加算される。また、指定席券売機で乗車券類を受け取った場合はさらに10ポイント加算される。この時貯まるポイントは「トレインポイント」と「プラスポイント」の2種類であり、「トレインポイント」は1000ポイントごとに1000円分の「ツインクル旅行券」または「Kitacaチャージ」と引換えることができた。
「プラスポイント」は「トレインポイント」と同様に貯まっていくポイントであるが、「トレインポイント」を使用しても減算されず、3000ポイント以上貯まることで、「トレインポイントメンバープラス（トレポプラス）」に加入することができる。1年間有効の「トレポプラスカード」が発券され、車内コーヒーサービス（お茶・オレンジジュースも可）、パーク&トレイン有料駐車場の無料駐車が利用できるほか、JR北海道の旅行商品が同行者も含めて3%割引であった。